# Адоніс (пам'ятка природи)
Адоніс — ботанічна пам'ятка природи місцевого значення в Україні. Розташована на території Обухівської міської громади Обухівського району Київської області, в селі Дерев'яна.
Площа — 0,3 га, статус отриманий у 2018 році. Перебуває у віданні: Дерев'янська сільська рада.
Територія є важливою для збереження цінної степової екосистеми, популяції степових раритетних видів рослин. Зокрема цінної популяції горицвіту (адонісу), середовище існування степової ентомофауни, гризунів, а також місця гніздування рідкісних птахів.